# متحف سامودرا راكسا
متحف سامودرا راكسا (بالإندونيسية: Museum Samudra Raksa) هو متحف بحري تم بناؤه على بعد عدة مئات من الأمتار شمال نصب بوروبودور البوذي المبني في القرن الثامن الميلادي داخل مجمع بوروبودور الأثري في مجلانغ جاوة الوسطى في إندونيسيا. يعرض المتحف ويفسر التجارة البحرية القديمة في المحيط الهندي بين إندونيسيا القديمة ومدغشقر وشرق إفريقيا، والتي يطلق عليها بشكل شعبي اسم «طريق القرفة». محور المتحف هو إعادة البناء الكاملة لسفينة بوروبودور التي تعود إلى القرن الثامن. تم استخدامها في رحلة ناجحة من إندونيسيا إلى مدغشقر وغانا في الفترة بين عام 2003 وعام 2004. سفينة بوروبودور هي سفينة خشبية بطول 25 مترًا على غرار نقوش جدارية وجدت في معبد بوروبودور في القرن الثامن في وسط جاوة .
تم افتتاح متحف السفن سامودرا راكسا في 31 أغسطس 2005م من قبل وزير تنسيق الرعاية الاجتماعية الأستاذ الدكتور علوي شهاب من جمهورية إندونيسيا. بعد المتحف جزء من الإشادة بالطاقم والمتخصصين الإندونيسيين الذين بنوا السفينة، وبالتعاون الحكومي والدولي الذي دعم رحلة بوروبودور للسفن.
يقع متحف كارماويبهانغا أيضًا داخل مجمع بوروبودور الأثري بجوار متحف سامودرا راكسا. تتميز هذه الصور الفوتوغرافية بنقوش بارزة من نقش كارماويبانغا المنحوتة على سفح بوروبودور الخفي، وأحجار بوروبودور المنحوتة الأخرى والتحف الأثرية. يتم تضمين الدخول إلى كلا المتحفين في تذكرة الدخول إلى حديقة بوروبودور الأثرية.